# Renee LaRue
Renee LaRue (St. Louis, Misuri; 14 de agosto de 1970) es una actriz pornográfica estadounidense. En el 2003 creó una compañía productora de películas para adultos llamada Dragonfly Productions con la también actriz porno Shay Sights. LaRue ha dirigido las películas Elements Of Desire y Sex Illusions.

## Premios
- 2002 Premios AVN nominada – Mejor Escena de sexo grupal, Video – X-Rated Auditions 3[3]
- 2003 Premios AVN nominada – Mejor Escena de Sexo Grupal Femenina – Paying The Piper[4]